# Guillaume-Marie-Romain Sourrieu
Guillaume-Marie-Romain Sourrieu (Aspet, 27 de fevereiro de 1825 - Rouen, 16 de junho de 1899) foi um cardeal da Igreja Católica francês, arcebispo de Rouen.

## Biografia
Estudou no Seminário Menor de Polignan e, depois, no Seminário de Toulouse.
Foi ordenado padre em 17 de outubro de 1847, em Toulouse. Na arquidiocese de Toulouse, foi confessor das religiosas do Sagrado Coração de Jesus, missionário diocesano e superior de uma casa religiosa. Na diocese de Cahors, foi capelão do Santuário de Rocamadour e cônego honorário de seu capítulo da catedral.
Foi eleito como bispo de Châlons-sur-Marne, em 23 de setembro de 1882, sendo seu nome confirmado em 25 de setembro. Foi consagrado em 30 de novembro de 1882, em Rocamadour, por Pierre-Alfred Grimardias, bispo de Cahors assistido por Odon Thibaudier, bispo de Soissons e por Pierre Lamazou, bispo de Limoges. Foi promovido a arcebispo metropolitano de Rouen em 21 de maio de 1894.
Foi criado cardeal pelo Papa Leão XIII, no Consistório de 19 de abril de 1897, recebendo o barrete vermelho e o título de cardeal-presbítero de São Clemente em 24 de março.
Faleceu em 16 de junho de 1899, em Rouen. Foi velado e sepultado na Catedral Metropolitana de Rouen.